# Кемперский собор
Собор святого Корентина  (фр. Cathédrale Saint-Corentin de Quimper) — кафедральный католический собор, находящийся в городе Кемпер, Бретань, Франция. Церковь является (наряду с собором в Сен-Поль-де-Леоне и собором в Трегье) самым древним храмом готического стиля на территории Бретани. В соборе святого Корентина находится кафедра епископа епархии Кепмер-Леон. Церковь освящена в честь святого Корентина. В 1862 году церковь была признана памятником национального значения Франции.

## История
Строительство храма началось в 1239 году на месте древней церкви романского стиля, продолжалось с перерывами в течение двухсот лет. Церковь полностью была достроена в нынешнем виде в конце XV века. В 1287 году храм был освящен в честь святого Корентина, одного из семи святых основателей Бретани. В 1424 году был достроен фасад храма. Своды нефа были закончены в 1493 году.
Во время Французской революции церковь была превращена в «храм Разума». После конкордата Святого Престола и Франции в 1801 году храм был возвращен Католической Церкви.
В 1990 году началась реставрация храма, которая была завершена в конце 2008 года.

## Источник
- Bonnet, Philippe Quimper, la cathédrale, Zodiaque, Paris (France) , ISBN 2-7369-0296-3.
- Brumeaux, Jean-Philippe Quimper le Guide, Monum, Editions du patrimoine, Paris (France) , 2006, ISBN 2-85822-826-4
- Collombet, François Les plus belles cathédrales de France, Sélection du Readers Digest, Paris (France), 1997; стр. 40-41, ISBN 2-7098-0888-9
- Pérouse de Montclos, Jean-Marie Guide du patrimoine. Bretagne, Monum. Editions du patrimoine, Paris (France), 2002, стр. 375—383. ISBN 2-85822-728-4